# Кальванико
Кальванико (итал. Calvanico) — коммуна в Италии, располагается в регионе Кампания, в провинции Салерно.
Население составляет 16 008 человек (2008 г.), плотность населения составляет 118 чел./км². Занимает площадь 135 км². Почтовый индекс — 84022 — 84020. Телефонный код — 0828.
Покровителями коммуны почитаются святой архангел Михаил, празднование 29 сентября, 7 и 8 мая, а также святые Антоний Великий и Либерат Римский.

## Демография
Динамика населения:

## Администрация коммуны
- Официальный сайт: http://www.comune.campagna.sa.it/